# Coccophagus chilensis
Coccophagus chilensis är en stekelart som beskrevs av De Santis 1988. Coccophagus chilensis ingår i släktet Coccophagus och familjen växtlussteklar. Inga underarter finns listade i Catalogue of Life.